# Фёдоров, Анатолий Анатольевич
 Анатолий Анатольевич Фёдоров  (3 января 1907 года, Нижний Новгород — 6 ноября 1985 года, Москва) — доктор технических наук, профессор, заслуженный деятель науки и техники РСФСР и Чувашской АССР.

## Биография
Анатолий Анатольевич Фёдоров родился 3 января 1907 года в Нижнем Новгороде. В 1931 году окончил Московский энергетический институт (МЭИ, ныне Национальный исследовательский университет МЭИ).
По окончании института работал последовательно инженером, начальником заводского отдела, преподавателем электротехники в Московском электромеханическом институте инженеров железнодорожного транспорта (ныне Российский университет транспорта) (1931—1935), главным механиком и главным энергетиком Норильскстроя, руководителем энергетической группы Иртышгэсстроя (1935—1941).
С 1942 года работал в МЭИ на должностях: преподаватель, доцент, профессор (1960), проректор МЭИ (1942—1961), проректором Волжского филиала Московского энергетического института в Чебоксарах (1961—1967). В 1966 году в МЭИ была создана новая кафедра — внутризаводского электроснабжения, позднее она была переименована в кафедру электроснабжения промышленных предприятий. А. А. Федоров был зав. кафедрой с 1966 по 1981 год. Под его руководством на кафедре велись работы по вопросам электроснабжения Магнитогорского металлургического комбината, Союзхимпромэнерго, Мособлэлектро и др.
Волжский филиал Московского энергетического института вошёл в 1967 году вместе с историко-филологическим факультетом Чувашского государственного педагогического института в Чувашский государственный университет.
В 1946 году защитил кандидатскую диссертацию, докторскую диссертацию защитил на тему «Научные основы расчёта и выбора параметров систем электроснабжения промышленных предприятий».
Область научных интересов: качество вырабатываемой электрической энергии, разработка методов оценки надежности систем электроснабжения, параметры элементов систем электроснабжения.
Под руководством А. Фёдорова было подготовлено и защищено около 60 докторских и кандидатских диссертаций.
Анатолий Анатольевич Фёдоров скончался 6 ноября 1985 года в Москве.

## Награды и звания
- Заслуженный деятель науки и техники Чувашской АССР (1965),
- Заслуженный деятель науки РСФСР (1978).
- Орден «Знак Почёта», медали.
- Имя А. Фёдорова занесено в Почётную книгу трудовой славы и героизма Чувашской АССР (1981).

## Труды
А. А. Фёдоров является автором около 600 научных трудов, включая 16 монографий, 18 изобретений, 15 учебников для студентов. Среди них:
- Электроснабжение промышленных предприятий. Ч., 1951;
- Основы электроснабжения промышленных предприятий. М., 1967;
- Теоретические основы электроснабжения промышленных предприятий. М., 1975.

Учебник А. Фёдорова «Электроснабжение промышленных предприятий» переиздавался в 1951, 1956, 1961, 1967, 1972, 1979, 1981, 1984 годах, переводился на английский, китайский, испанский, румынский, болгарский и арабский языки.